# Tamási
Tamási [tamáši] (německy Tammashing) je lázeňské město v Maďarsku v župě Tolna. Nachází se asi 47 km severozápadně od Szekszárdu a je správním městem stejnojmenného okresu. V roce 2018 zde žilo 7 986 obyvatel. Podle údajů z roku 2011 zde byli 84,1 % Maďaři, 3,8 % Romové a 3,3 % Němci.
Nejbližšími městy jsou Gyönk, Igal, Simontornya a Tab. Poblíže jsou též obce Iregszemcse, Nagykónyi, Pári, Pincehely, Regöly, Szakály a Újireg.